# 阿蓝答儿
阿蓝答儿（？—1260年，羅馬化：ʿalamdār，見《史集》），又作阿蓝塔儿、阿蓝台儿、阿蓝带儿、阿蓝䚟儿，蒙古帝国将领，蒙哥的亲信大臣。
蒙哥时阿蓝答儿任大必阇赤。1251年蒙哥即位后，受命以副贰辅佐晃兀儿驻守和林（今蒙古国哈尔和林），掌管宫廷、帑藏诸事。1257年，任陕西行省左丞相，当时，忽必烈在京兆行汉法，得中土人心，势力强盛，引起了蒙哥的疑忌，阿蓝答儿受命与刘太平等对忽必烈负责的地区进钩考。他受蒙哥之命在关中设钩考局，发布一百四十二条条例，受命查核京兆、河南财赋，在陕西、河南钩考钱谷，对陕西宣抚司、河南经略司大小官员进行钩校括索。搜集一百余条罪状，致使忽必烈属下官员受株连者甚众。1258年，蒙哥亲征南宋时，受命辅佐阿里不哥留守和林。1259年，蒙哥汗死后，与浑都海等拥立阿里不哥为汗。1260年忽必烈在开平（今内蒙古正蓝旗东闪电河北岸）也称大汗，与阿里不哥争位。阿蓝答儿引兵南下，至甘州（今甘肃张掖市）与浑都海军合，进军西凉府。九月，忽必烈命诸王合丹、合必赤、总帅汪良臣率军攻打。阿蓝答儿在甘州东耀碑谷被打得大败，在删丹被擒杀。